# Islandská krizová jednotka
Islandská krizová jednotka nebo též islandská mírová jednotka (islandsky: Íslenska Friðargæslan, anglicky Iceland Crisis Response Unit) je islandská polovojenská jednotka s kapacitou až 200 lidí, z nichž asi 30 je v každý okamžik aktivních. Provozuje ji islandské ministerstvo zahraničních věcí. Je primárně určena pro operace na udržení míru a byla založena v 90. letech 20. století za účelem účasti na operacích a projektech na udržení míru, včetně podpory mírových operací NATO. Tato role se později vyvinula v poskytování vhodného fóra pro rozmístění personálu v jiných organizacích, jako jsou polní mise OBSE a také organizace jako UNIFEM, UNRWA a UNICEF.

## Historie

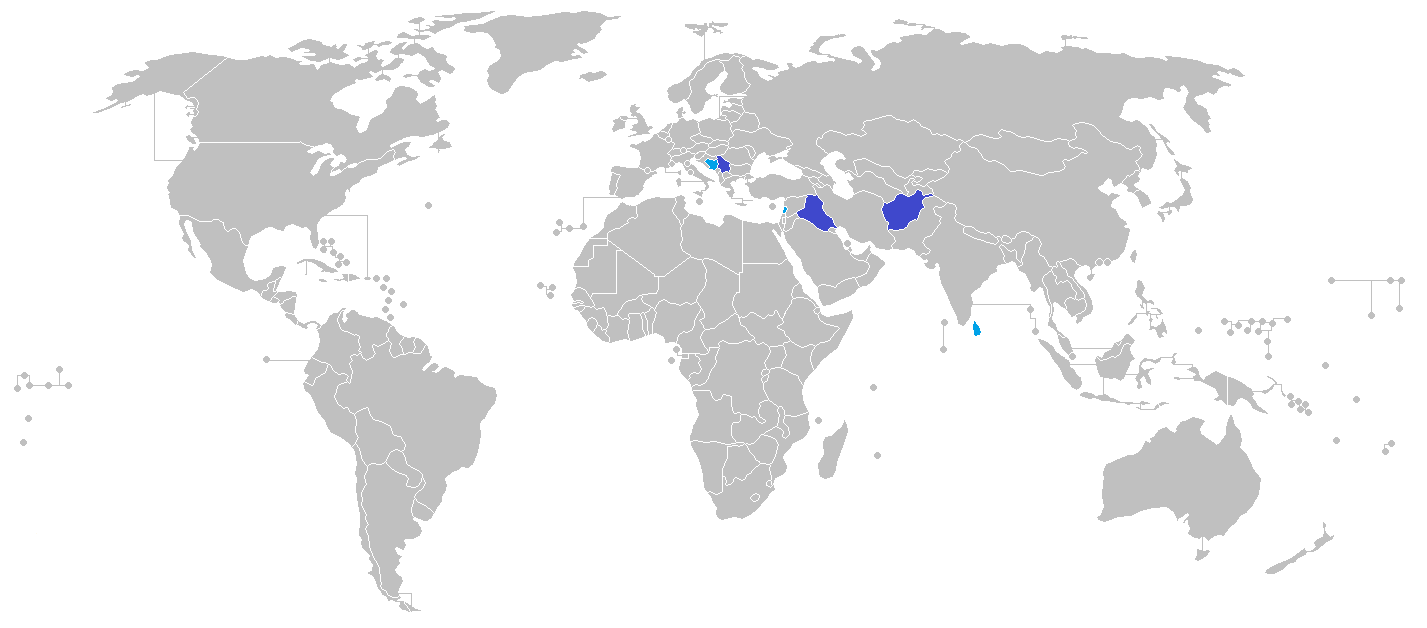
Země, do kterých byli vyslání příslušníci jednotky na mírové mise

Island nasadil své první mírové jednotky v roce 1950, kdy byli dva islandští policisté vysláni do Palestiny v rámci mírové operace OSN. Ačkoli se mnoho islandských specialistů od té doby účastnilo různých mírových operací, většinou v rámci OSN a jejích organizací, ale také v rámci NATO, teprve v 90. letech byla zahájena organizovaná účast na mírových operacích, formalizovaná založením ICRU v roce 2001.
Personál krizové jednotky byl nasazen na bývalá území Jugoslávie, Kosova a Afghánistánu prostřednictvím misí NATO a UNIFEM a na blízkém východě a v severní Africe s UNICEF, UNRWA a UNHCR. Prováděl také pozorovatelskou misi na Srí Lance ve spolupráci s Norskem a mise za účelem likvidaci výbušnin v Libanonu a Iráku.

## Výzbroj a vybavení

### Vozidla
| Model          | Typ          | Země původu |
| -------------- | ------------ | ----------- |
| Nissan Patrol  | osobní vůz   | Japonsko    |
| Santana Anibal | osobní vůz   | Španělsko   |
| Iveco Trakker  | nákladní vůz | Italy       |

### Zbraně
| Model             | Ráže    | Typ                     | Země původu |
| ----------------- | ------- | ----------------------- | ----------- |
| Glock 17          | 9 mm    | poloautomatická pistole | Rakousko    |
| H&K MP5A2N        | 9 mm    | samopal                 | Německo     |
| Rheinmetall MG3   | 7,62 mm | kulomet                 | Německo     |
| FN MINIMI         | 5,56 mm | lehký kulomet           | Belgie      |
| Diemaco C8        | 5,56 mm | útočná puška            | Kanada      |
| Heckler & Koch G3 | 7,62 mm | útočná puška            | Německo     |

### Galerie

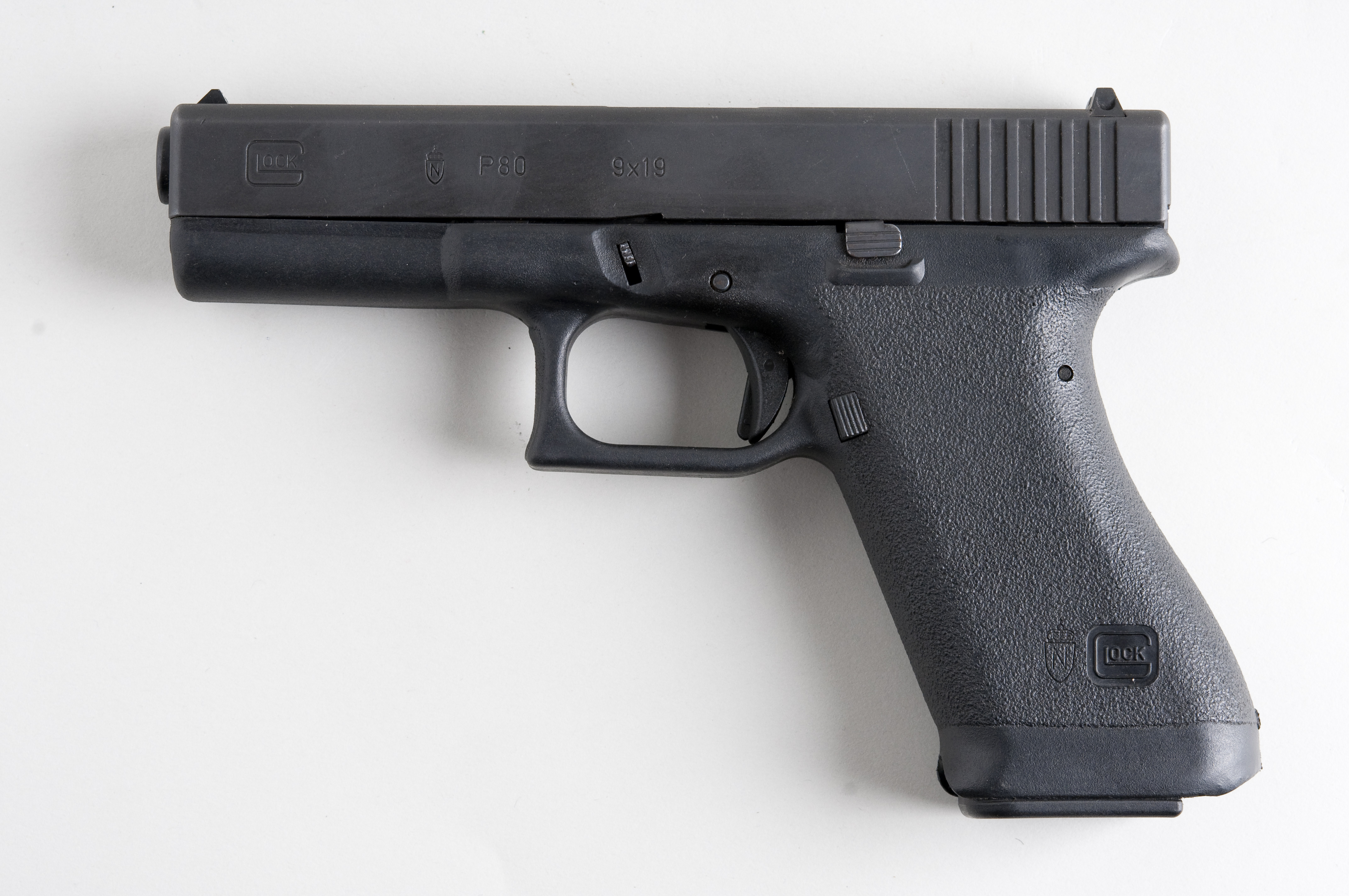
Pistole Glock 17
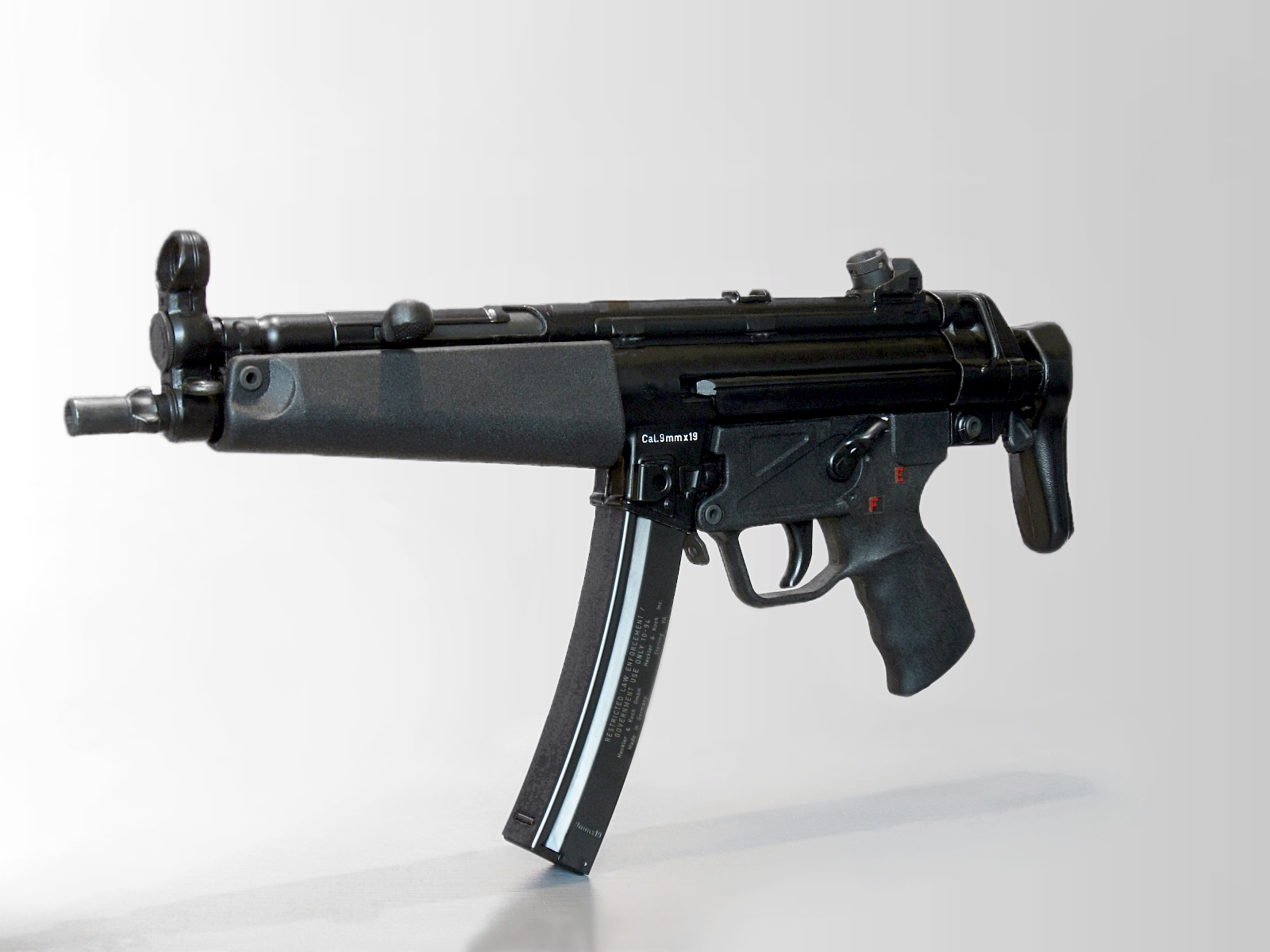
Samopal MP5
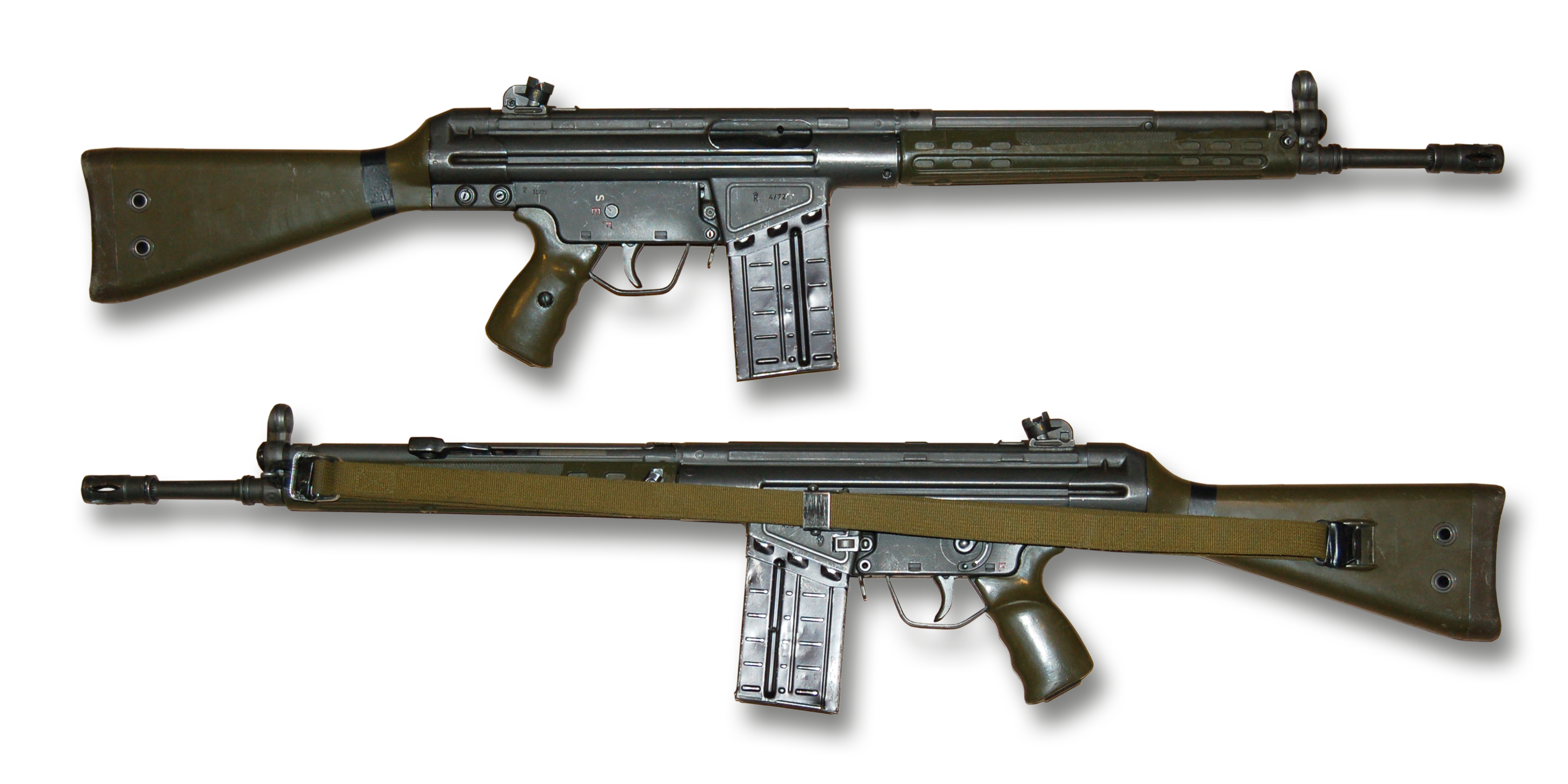
Útočná puška G3
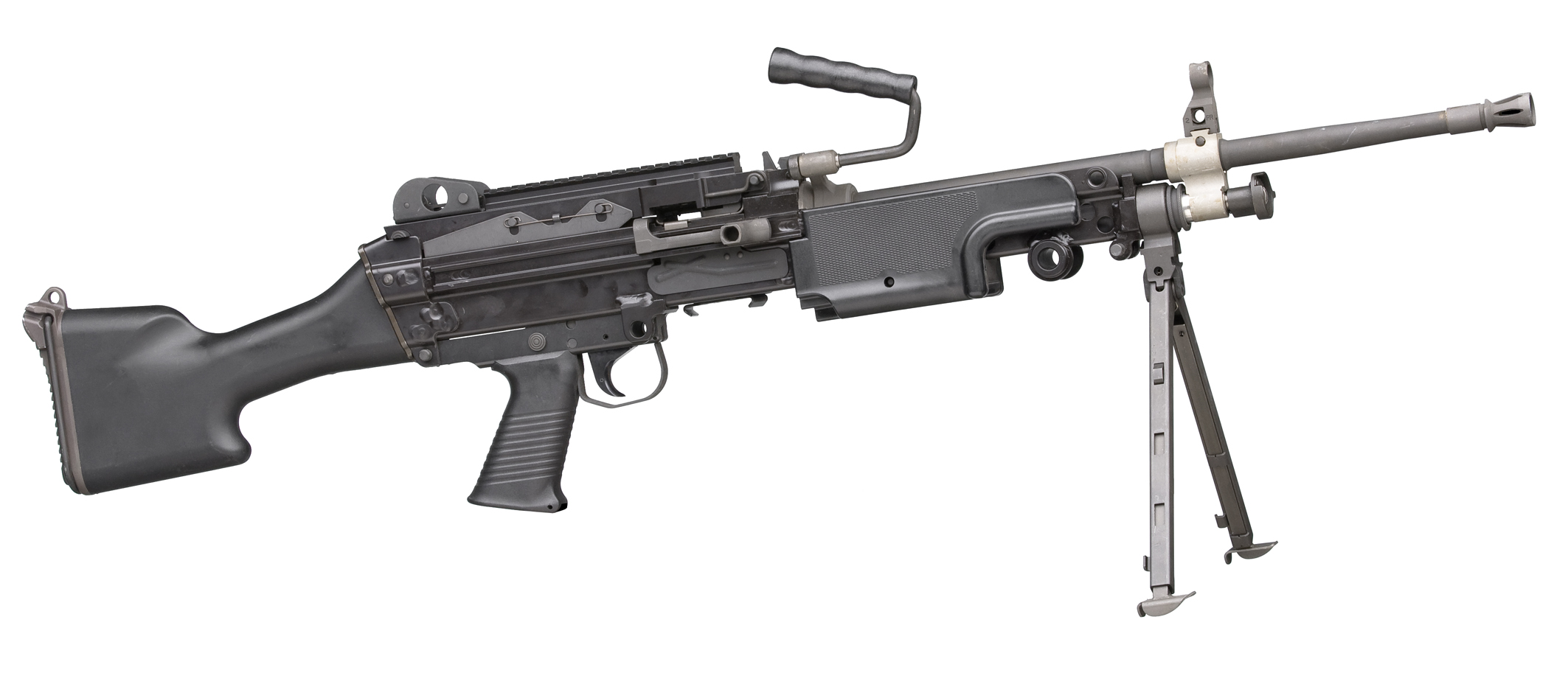
Lehký kulomet FN MINIMI
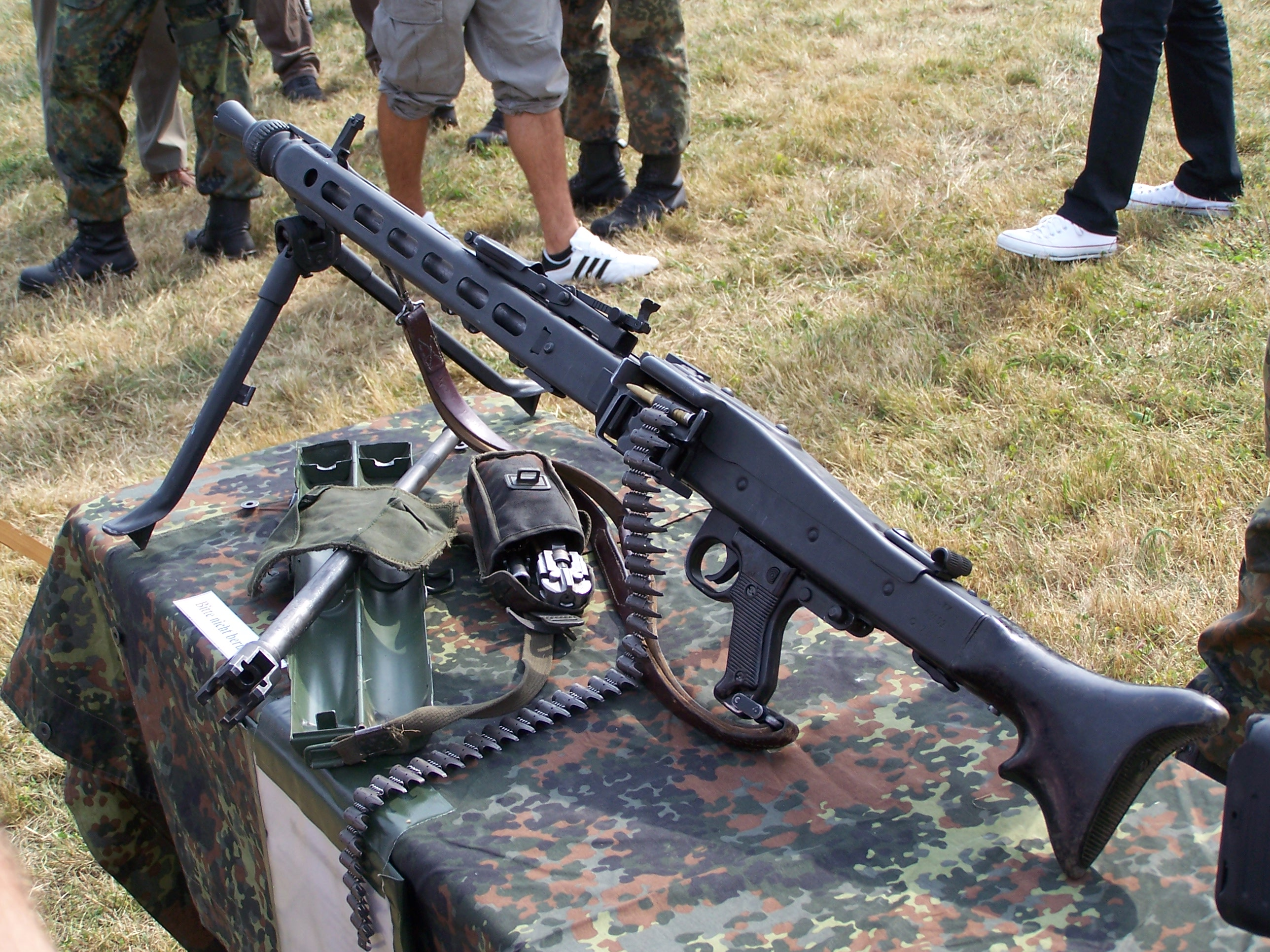
Lehký kulomet MG3
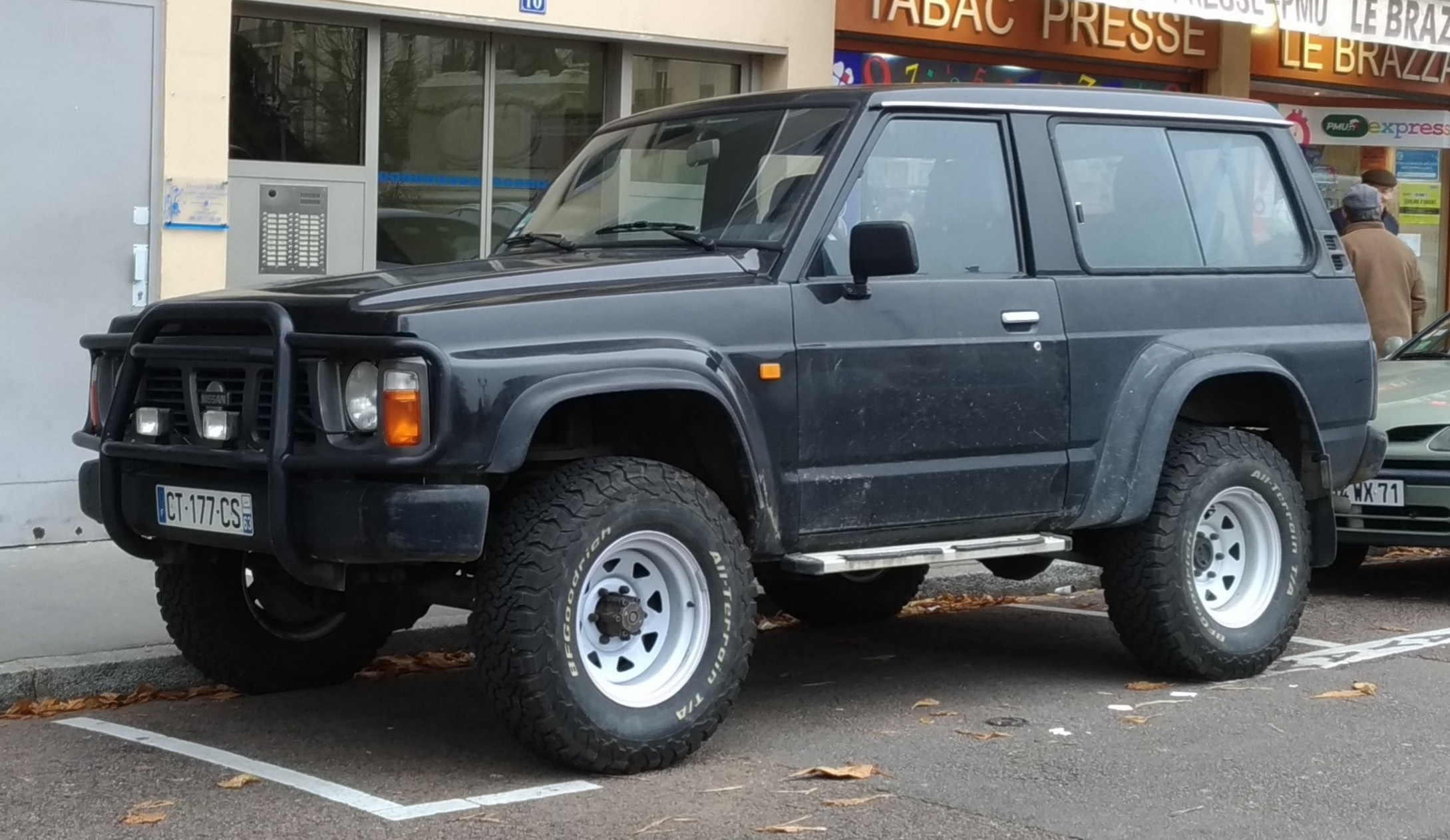
Nissan Patrol

## Hodnosti

### Důstojníci
| Ekvivalent NATO | OF-5      | OF-4         | OF-3  | OF-2        | OF-1        | OF-1             |
| --------------- | --------- | ------------ | ----- | ----------- | ----------- | ---------------- |
| Označení        |           |              |       |             |             |                  |
| Název           | Ofursti   | Undirofursti | Majór | Höfuðsmaður | Liðsforingi | Undirliðsforingi |
| Překlad         | Plukovník | Podplukovník | Major | Kapitán     | Poručík     | Podporučík       |

### Mužstvo
| Ekvivalent NATO | OR-6           | OR-5                   | OR-4      | OR-1      |
| --------------- | -------------- | ---------------------- | --------- | --------- |
| Označení        |                |                        |           |           |
| Název           | Flokkstjóri 1. | Flokkstjóri 2.         | Korporáll | Óbreyttur |
| Překlad         | Velitel roty   | Zástupce velitele roty | Desátník  | Vojín     |